# Баноштор
Баноштор (серб. Баноштор) — село в Сербії, належить до общини Беочин Південно-Бацького округу в багатоетнічному, автономному краю Воєводина.

## Населення
Населення села становить 801 особа (2002, перепис), з них:
- серби — 732 — 93,84%;
- хорвати — 17 — 2,17%;

Решту жителів  — з десяток різних етносів, зокрема: роми, албанці, словаки і кілька русинів-українців.

## Галерея

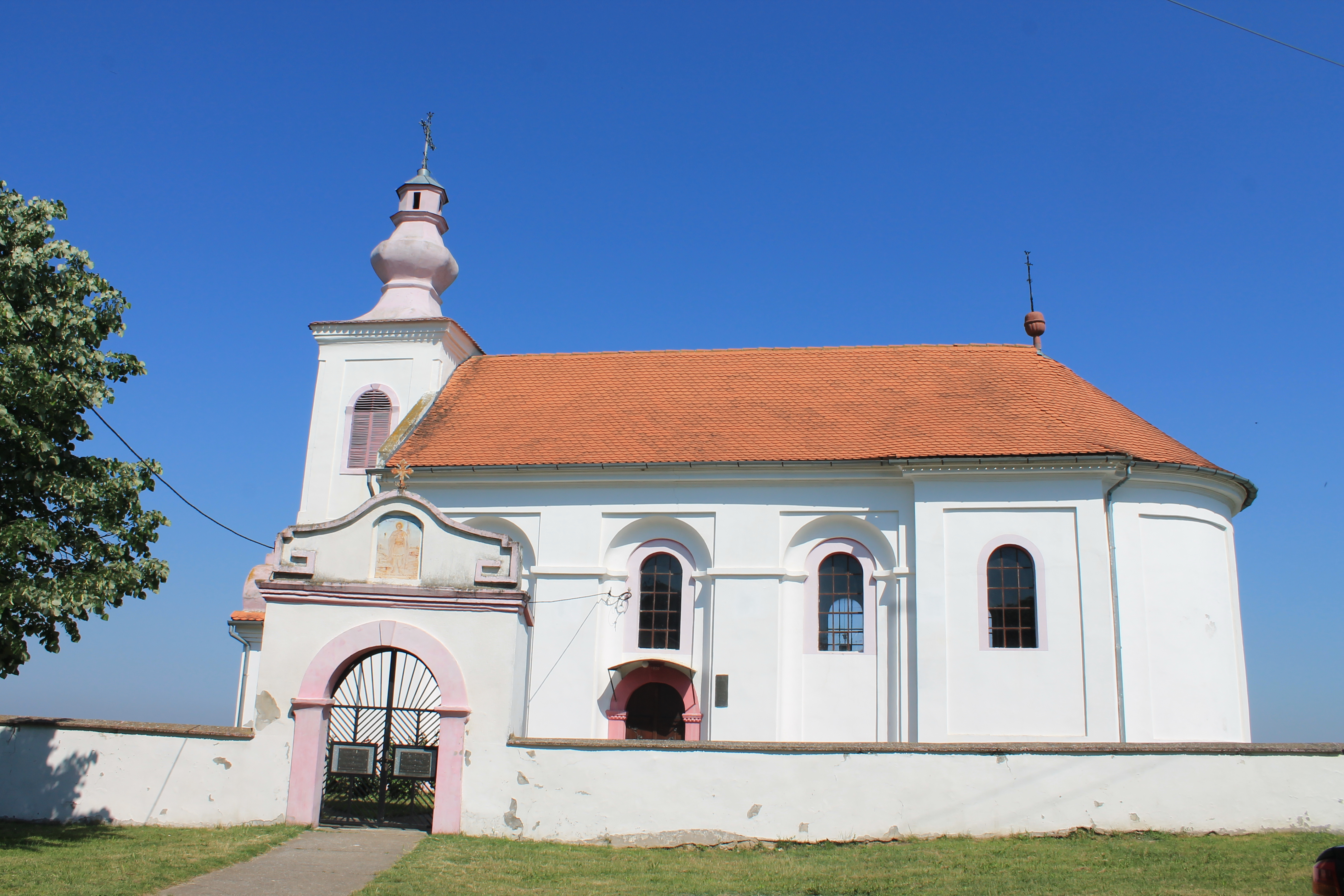
Церква святого Георгія
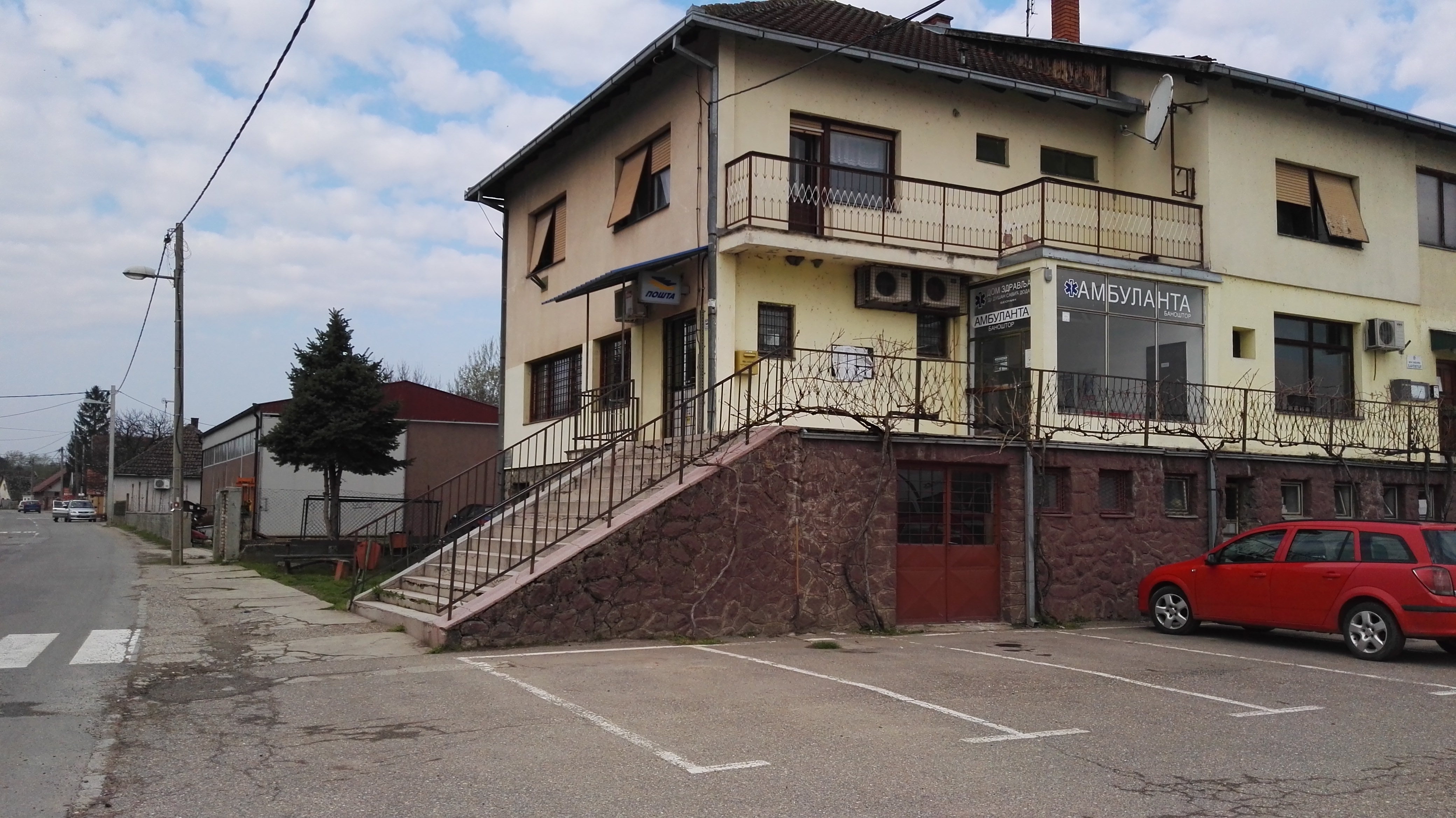
Пошта
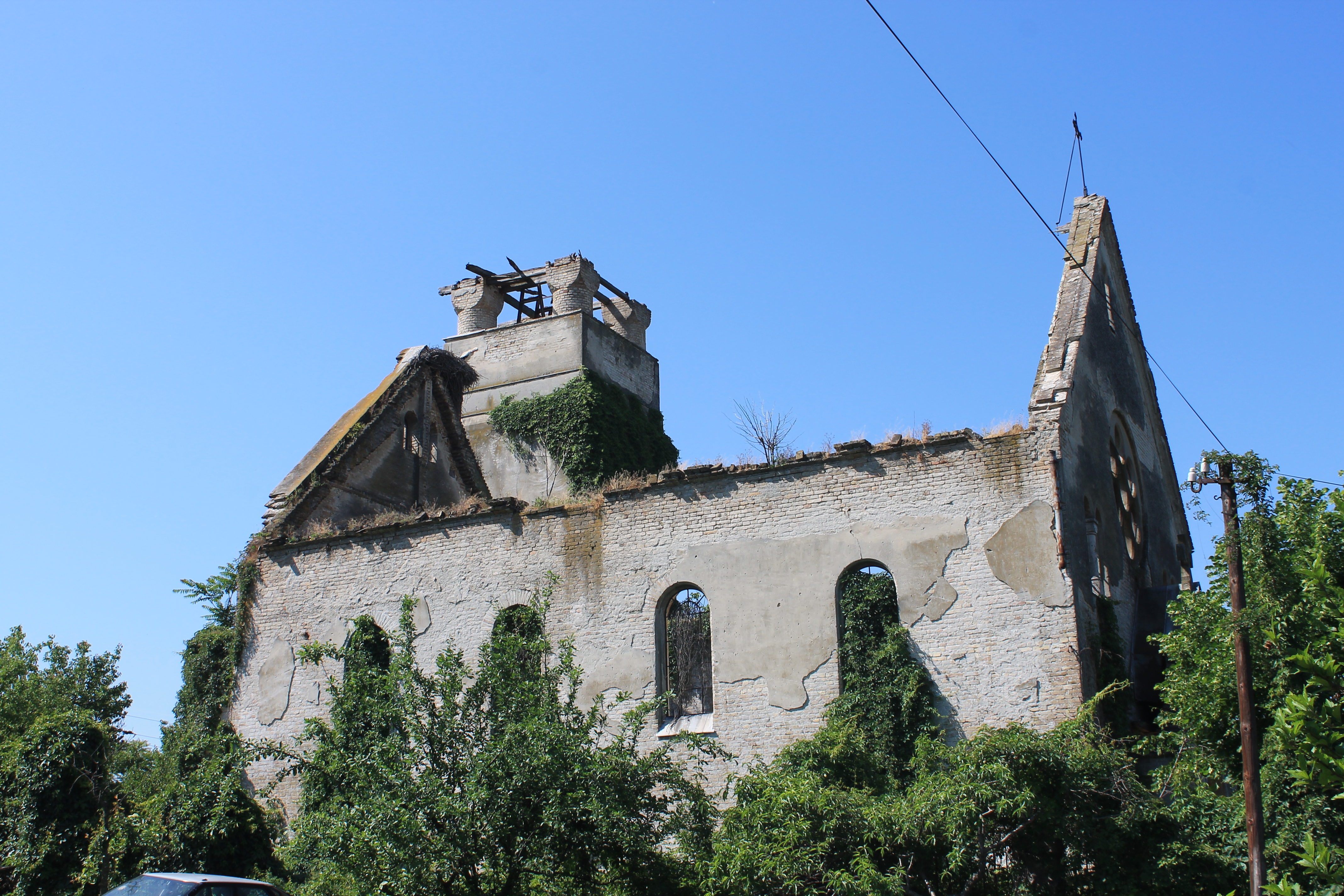
Церква святого Рудольфа